# كاتي كيبوكا
كانت كاتوليني إسيتا نداغيري كيبوكا، المعروفة باسم كاتي كيبوكا (بالإنجليزية: Katolini Esita Ndagire Kibuka)‏ (من مواليد عام 1922 - والمُتوفاة في 12 مايو عام 1985) ناشطة أوغندية في الحقبة الاستعمارية.

## حياتها
وُلدت كاتي في عائلة مسيحية اهتمت اهتمامًا كبيرًا بالتعليم، التحقت كيبوكا بنت قبيلة الجامبا بمدرسة جايازا الثانوية، ثم درّست الاقتصاد المنزلي في وقت لاحق هناك. بعد أن سافرت إلى الولايات المتحدة لدراسة أعمال الجمعية المسيحية للشابات، أصبحت من بين مؤسسي الفصل الأوغندي، وكانت تشارك بنشاط مع اتحاد الأمهات ومجلس المرأة الأوغندي. عندما تقاعد زوجها انتقل الزوجان إلى نانجابو، حيث أسست هناك مركز نانجابو كنادٍ اجتماعي. كما قدمت الدعم لتعليم الفتيات، والاهتمام بمرحلة ما قبل المدرسة أيضًا. كما عملت كيبوكا كمترجمة لماري أينسورث أثناء عملها مع منظمة الأمهات الأوغنديات.
1. 1 2 3  Kathleen E. Sheldon (2005). Historical Dictionary of Women in Sub-Saharan Africa. Scarecrow Press. ISBN:978-0-8108-5331-7. مؤرشف من الأصل في 2019-12-15.
2. 1 2  Robert Karen (1994). Becoming Attached: First Relationships and how They Shape Our Capacity to Love. Oxford University Press. ص. 134–. ISBN:978-0-19-511501-7. مؤرشف من الأصل في 2020-01-25.
3. ↑  "Mary Stuart to rest in Uganda". مؤرشف من الأصل في 2017-10-26. اطلع عليه بتاريخ 2017-10-26.